# Mahmoud al-Soubeihi
Mahmoud al-Soubeihi (arabe : محمود الصبيحي), est un major-général et homme politique yéménite. Il est ministre de la Défense à partir du 9 novembre 2014.

## Biographie
Le 9 novembre 2014, il a été nommé ministre de la Défense dans le gouvernement Bahah I
.
Peu avant le 25 mars 2015, il est capturé par les Houthis lors de la guerre civile yéménite. Le 22 avril 2015, sa libération fut annoncée par les Houthis, puis démentie.
En avril 2017, des sources tribales affirment que les Houthis menaçaient d'envoyer al-Soubeihi en Iran si le gouvernement yéménite ne le réclamerait pas. Il est libéré le 14 avril 2023.